# Доэрти, Мишель (телеведущая)
Мише́ль До́эрти (англ. Michelle Doherty; 1978, Донегол, Ирландия) — ирландская актриса, фотомодель, журналистка и телеведущая. Наиболее известна как ведущая развлекательной программы «Xposé» с ноября 2013 года, когда она заменила ушедшую в декретный отпуск Эйслинг О’Локлин, изначально начав карьеру как актриса в 1990 году.

## Личная жизнь
С 2013 года Мишель состоит в фактическом браке с Марком О’Ши. У пары есть сын — Макс О’Ши (род. 07.08.2014).